# Oreiallagma prothoracicum
Oreiallagma prothoracicum là loài chuồn chuồn trong họ Coenagrionidae. Loài này được Kimmins mô tả khoa học đầu tiên năm 1945.